# Parallelia myops
Parallelia myops là một loài bướm đêm trong họ Erebidae.